# Гутенёв, Владимир Владимирович
Влади́мир Влади́мирович Гутенёв (род. 27 марта 1966, Тамбов) — российский политический и общественный деятель. Депутат Государственной думы Федерального собрания Российской Федерации VI, VII и VIII созывов от Самарской области c 2011 года. Председатель комитета Государственной Думы по промышленности и торговле с 12 октября 2021 года. Член фракции «Единая Россия».
Председатель комиссии Госдумы по правовому обеспечению развития организаций оборонно-промышленного комплекса, первый заместитель председателя комитета Госдумы по экономической политике, промышленности, инновационному развитию и предпринимательству (2016—2021).
Из-за вторжения России на Украину, находится под санкциями Евросоюза, США и ряда других стран

## Биография
Родился 27 марта 1966 года в Тамбове.
С апреля 1966 года проживал в городе Новочеркасск Ростовской области, где закончил среднюю школу № 3.
С 1983—1990 обучался в Новочеркасском инженерно-мелиоративном институте.
С 1985 по 1987 год служил в Советской армии.
С 1999 года — кандидат технических наук. С 2004 года — доктор технических наук. До 2001 года занимался научной и преподавательской деятельностью, работал в коммерческих организациях.
2001—2009 годы — профессор кафедры управления социальными и экологическими системами Российской академии государственной службы при Президенте Российской Федерации.
2007—2009 годы — референт генерального директора ФГУП «Рособоронэкспорт». 2009—2011 годы — советник генерального директора госкорпорации «Ростехнологии».
4 декабря 2011 года избран депутатом Государственной думы шестого созыва, в составе партийного списка партии «Единая Россия». Первый заместитель председателя комитета Госдумы по промышленности.
18 сентября 2016 года переизбран депутатом Государственной думы седьмого созыва, в составе партийного списка Единой России.. Вновь проходил по спискам партии «Единая Россия».
Заместитель Председателя центральной ревизионной комиссии Общероссийского народного фронта, координатор центра общественного мониторинга ОНФ по проблемам экологии и защиты леса, первый вице-президент Союза машиностроителей России, президент Ассоциации «Лига содействия оборонным предприятиям»
В октябре 2021 года переизбран депутатом Государственной думы восьмого созыва, в составе партийного списка Единой России, после отказа от мандата замминистра Регины Воробьевой. Председатель Комитета Государственной Думы по промышленности и торговле.

## Законотворческая деятельность

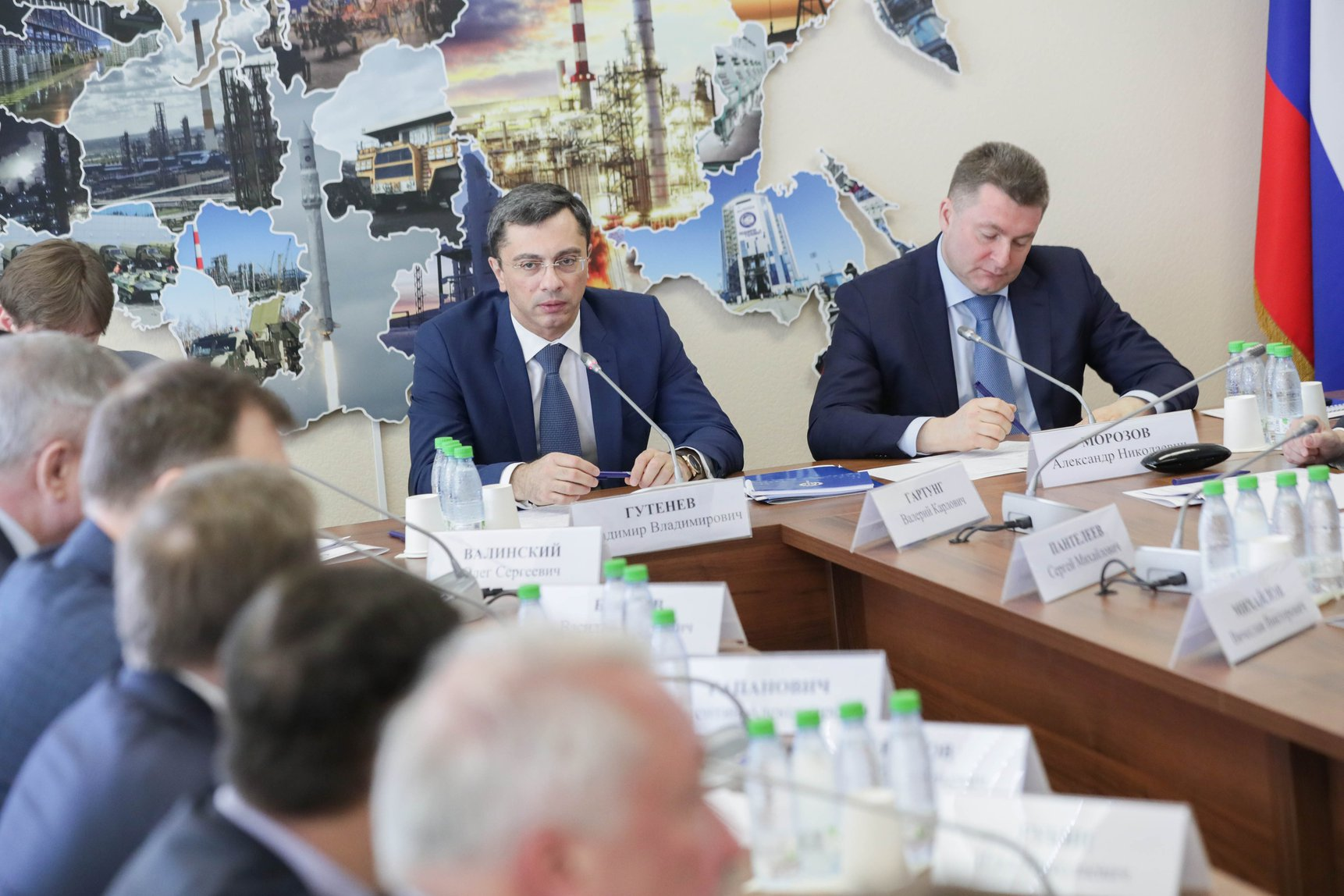
Владимир Гутенев на заседании Экспертного совета по развитию транспортного машиностроения, 2021 год

С 2011 по 2019 год, в течение исполнения полномочий депутата Государственной Думы VI и VII созывов, выступил соавтором 180 законодательных инициатив и поправок к проектам федеральных законов. Один из соавторов Закона о предустановке российского ПО на импортные телефоны, планшеты, компьютеры, телевизоры с функцией Smart Tv.
22 февраля 2022 входил в число депутатов, которые не присутствовали на заседании и не голосовали за ратификацию «Договора о дружбе, сотрудничестве и взаимной помощи между Россией, ДНР и ЛНР», предложенный Президентом России.

## Научная деятельность
- В 2003 году — Государственная премия Российской Федерации за закрытую работу в интересах Министерства обороны Российской Федерации за создание нового вида вооружения и техники[13].
- В 2010 году — Премия Правительства Российской Федерации в области образования за создание цикла учебников и учебных программ[13].
- В 2012 году Премия правительства Российской Федерации в области науки и техники[13].

Автор более 315 научных и учебно-методических работ, в том числе 59 патентов на изобретения Российской Федерации, 48 учебников, учебных пособий и монографий (9 учебников по линии Министерства обороны Российской Федерации). Два учебника переведены на китайский язык и изданы в Китае.
С 2006—2013 год — эксперт Высшей аттестационной комиссии.

## Общественная деятельность
Указом Президента РФ дважды (2008—2010 и 2010—2012 годы) введён в состав Общественной палаты Российской Федерации второго и третьего созывов, создал и возглавил Комиссию Общественной палаты по модернизации промышленности (досрочно сложил полномочия в связи с избранием депутатом Государственной Думы РФ).
С 2010—2011 годы — председатель Общественного совета при Министерстве промышленности и торговли РФ.
В 2012 году Указом Президента РФ включён в состав Государственной комиссии по химическому разоружению.
В 2012 году Указом Президента РФ включён в Комиссию по развитию авиации общего назначения.
В 2012 году назначен координатором Парламентской депутатской группы дружбы «Россия-Швейцария».
В 2019 году включен в состав Совета научно-образовательных центров мирового уровня (НОЦ).
В 2020 году Указом Президента РФ включен в Национальный совет при Президенте РФ по профессиональным квалификациям.
В 2021 году включен в состав Совета по повышению прозрачности деятельности Госкорпорации «Росатом».
В 2021 году включен в состав Общественно-экспертного совета по национальному проекту «Наука и университеты».
В 2022 году назначен координатором Парламентской депутатской группы дружбы по странам ОАЭ, Королевство Бахрейн, Султанат Оман, Государство Катар.
В 2024 году Указом Президента РФ включён в состав коллегии Военно-промышленной комиссии.

## Санкции
30 сентября 2022 года, на фоне вторжения России на Украину, внесён в санкционный список США в ответ на «фиктивные референдумы» и «аннексию территорий Украины российскими оккупационными силами». Государственный департамент отмечает что депутаты единогласно приняли закон о фейках, а некоторые депутаты сыграли ключевую роль в распространении российской дезинформации о войне.
16 декабря 2022 года внесён в санкционный список Евросоюза за поддержку и реализации политики, подрывающую территориальную целостность, суверенитет и независимость Украины.
23 февраля 2023 года включён в санкционный список Канады «соратников режима», так как он «голосовал за законодательство связанное с вторжением и попыткой аннексии четырёх регионов Украины».
По аналогичным основаниям находится под санкциями Швейцарии, Украины и Новой Зеландии

## Награды
- В 2025 году — Орден Почета[36]
- В 2018 году — Орден Александра Невского[37].
- В 2011 году — Орден Дружбы[38].
- В 2016 году — Почётная грамота Президента Российской Федерации[39] .
- В 2017 году — Благодарность Президента Российской Федерации.
- В 2018 году — Благодарность Президента Российской Федерации.
- В 2021 году — Почетный знак Государственной Думы Федерального Собрания Российской Федерации «За заслуги в развитии парламентаризма».
- В 2016 году — Почётная грамота Государственной думы Федерального собрания Российской Федерации.
- В 2013 году — Награждён именным оружием[14].
- В 2016 году — Нагрудный знак «За взаимодействие» (Министерство иностранных дел Российской Федерации)[40].

- В 2016 году — Нагрудный знак Минпромторга России «Медаль имени конструктора стрелкового оружия М. Т. Калашникова».
- В 2015 году — Нагрудный знак МИД России «За взаимодействие».
- В 2018 году — Памятный знак Директора Федеральной службы по военно-техническому сотрудничеству (ФСВТС) России за особые заслуги в решении задач военно-технического сотрудничества Российской Федерации.
- В 2019 году — Медаль ФСВТС России «За отличие».
- В 2019 году — Медаль «За содружество в области химического разоружения».
- В 2013 году — Знак отличия, медаль ФМБА России «За содействие донорскому движению».
- В 2019 году — Медаль ФМБА России «За вклад в науку».
- В 2011 году — Медаль Федеральной службы по экологическому, технологическому и атомному надзору «290 лет Федеральной службы».
- В 2013 году — Медаль Федеральной службы по экологическому, технологическому и атомному надзору «За заслуги в обеспечении безопасности».
- В 2014 году — Медаль Федеральной службы по экологическому, технологическому и атомному надзору «295 лет Федеральной службы».
- В 2021 году — Медаль А. А. Ежевского Министерства промышленности и торговли Российской Федерации «За большой вклад и отдельные выдающиеся достижения в области развития промышленности и многолетний добросовестный труд»
- В 2021 году — Медаль министерства здравоохранения Российской Федерации «За услуги перед отечественным здравоохранением» за вклад в борьбу с корон вирусной инфекцией COVID-19
- В 2021 году — Знак отличия ФСВТС «За заслуги в области военно-технического сотрудничества»